# Józef Konstanty Palędzki
Józef Konstanty Palędzki (ur. 4 maja 1858 w Wągrowcu, zm. 1927 w Poznaniu) – dziennikarz, działacz narodowy na Pomorzu i Śląsku.

## Życiorys
Syn Maksymiliana i Amy Karskiej. W czasie odbywania służby w wojsku pruskim w Metzu prześladowany jako Polak, uciekł do Francji, gdzie został wcielony do Legii Cudzoziemskiej i wysłany na pięć lat do Algieru. Po powrocie do Francji pracował jakiś czas jako dziennikarz w redakcji "Le Figaro".
W 1892 roku wrócił do Polski i osiedlił się w Gdańsku, gdzie pracował 10 lat jako redaktor odpowiedzialny "Gazety Gdańskiej". Prześladowany przez Niemców osiedlił się na Śląsku, gdzie wydawał gazetę "Nowiny Raciborskie".
Brał udział w powstaniach śląskich i powstaniu wielkopolskim. Odznaczony Orderem Odrodzenia Polski.
Pochowany został na cmentarzu w Dębcu.

## Życie prywatne
Ożeniony z Walerią z Wurchów miał trzy córki: Mariannę, Irenę i Zofię, oraz dwóch synów: Zbigniewa i Bolesława (Bolesław, dziennikarz katowickiej „Polonii”, zamordowany został w Oświęcimiu w 1941 r.). 